# Proletarka
Proletarka (en ucraïnès i rus: Пролетарка) és un poble de la República Autònoma de Crimea, a Ucraïna, que el 2014 tenia 166 habitants. Pertany al districte rural de Krasnoperekopsk. Fins al 1948 la vila es deia Ass'.